# Toropa remanei
Toropa remanei är en insektsart som beskrevs av O'brien 1999. Toropa remanei ingår i släktet Toropa och familjen Dictyopharidae. Inga underarter finns listade i Catalogue of Life.